# Аналізатор інфразвукових частот
Аналіза́тор інфразвукови́х часто́т — прилад для визначення амплітуд і частот спектральних складових напруги змінного струму і спектральної густини неперіодичних напруг. 

## Застосування
Використовується також як селективний підсилювач і фільтр. 

## Будова
Складається з попереднього підсилювача, вибірного каскаду, вольтметра і випрямляча струму. 

## Принцип дії
Досліджуваний струм подається на вхід підсилювача, і складові відповідних частот виділяються за допомогою змінних опорів. Напруга виділеної складової визначається вольтметром, а частота — за допомогою спец. шкали, стрілка якої безпосередньо зв'язана з регулюючими реостатами. Живиться від мережі змінного струму з частотою 50 гц і напругою 140, 127 або 220 в.